# CC直播
CC直播，是网易下属的一个视频直播网站，前身为网易CC，2009年12月，作为游戏语音软件上线运营。自2016年5月起，正式更为现名。